# ABU Robocon 2011

## Chủ đề
Loy Krathong là truyền thống của Thái Lan nhằm để tôn vinh các nữ thần của con sông. Các hoạt động được tổ chức tại Thái Lan vào đêm trăng tròn trong tháng 11 mỗi năm. Một "lễ vật" (krathong) là một con thuyền nhỏ thường được làm bằng thân cây chuối cắt và lá. Loy Krathong đặt hoa, nến và que nhang trên những chiếc thuyền nhỏ bé của mình trước khi thả chúng vào một dòng sông và để thuyền trôi nổi theo dòng sông.
Mỗi đội bao gồm không quá 3 robot. Một robot điều khiển bằng tay và một hoặc hai robot tự động. Robot điều khiển bằng tay phải hoàn thành công việc đầu tiên bằng cách nhặt lên 3 Joss Stick (chậu nhang) và đặt chúng ở khu Chung trước khi thực hiện các công việc khác. Sau đó robot bằng tay sẽ mang mâm đựng lễ vật (tương tự như mâm đựng lễ vật đám cưới) và đặt chúng tại Common Zone (điểm trang trí) được định vị trên Sala. Robot bằng tay sẽ được hoạt động một lần nữa là làm nhiệm vụ thu thập Joss Stick Pots (cây nhang) ở khu vực Chung trong thời gian Krathong lắp ráp. Các robot tự động sẽ thu thập cánh hoa Krathong và hoa Karthong rồi đặt chúng tại các điểm chuẩn bị. Các robot tự động sẽ trang trí Krathong bằng cách chồng cánh hoa Krathong lên Krathong và sau đó chồng hoa lên và trên cùng là nến được đặt ở vị trí cố định trên Sala. Sau khi hoàn thành nhiệm vụ này robot bằng tay sẽ đặt 3 Joss Stick Pots (cây nhang) vào Krathong để trang trí. Robot tự động sẽ mang Krathong đã hoàn thành này và đặt nó lên bề mặt của mặt sông riêng của mình. Không có bất kỳ phần nào của robot được chạm hay tiếp xúc với mặt sông. Cuối cùng chỉ duy nhất một robot tự động được mang ngọn lửa nến và thả nhẹ nó lên trên nến trong khi Krathong hoàn thành việc nổi trên bề mặt sông. Sau khi hoàn thành các robot cũng không được chạm hay tiếp xúc với mặt sông khi Krathong đã hoàn thành. Đội đầu tiên thả được ngọn lửa nến thành công thì được xác định là đội chiến thắng của trận đấu. Đội hoàn thành việc đặt ngọn lửa nến thành công được gọi là "Loy Krathong" và đạt đến 300 điểm.
Nếu không đội nào đạt được "Loy Krathong" trong vòng 3 phút thì đội chiến thắng sẽ được quyết định bằng cách tính điểm các nhiệm vụ đã hoàn thành.
Mỗi trận đấu được diễn ra giữa đội đỏ và đội xanh. Một trận đấu kéo dài trong 3 phút.

## Danh sách các đội tham dự
| STT | Quốc gia   | Trường đại học đại diện                  | Đài truyền hình                                         |
| --- | ---------- | ---------------------------------------- | ------------------------------------------------------- |
| 1   | Brunei     | Đại học Brunei Darussalam                | Đài truyền hình Brunei                                  |
| 2   | Trung Quốc | Đại học Khoa học và Kỹ thuật Hoa Trung   | Đài truyền hình trung ương Trung Quốc                   |
| 3   | Ai Cập     | Học viện Công nghệ cao số 10 Ramadan     | Liên hiệp phát thanh & truyền hình Ai Cập               |
| 4   | Fiji       | Đại học Nam Thái Bình Dương              | Công ty TNHH truyền hình Fiji                           |
| 5   | Hồng Kông  | Đại học Công nghệ Hồng Kông              | Đài truyền hình Hồng Kông                               |
| 6   | Ấn Độ      | Viện công nghệ Nirma                     | Doorashan                                               |
| 7   | Indonesia  | Bách khoa Batam                          | Đài phát thanh truyền hình Indonesia                    |
| 8   | Nhật Bản   | Đại học Tokyo                            | Tập đoàn truyền hình Nhật Bản (NHK)                     |
| 9   | Lào        | Cao đẳng Quản lý và Công nghệ Soutsaka   | Đài truyền hình quốc gia Lào                            |
| 10  | Malaysia   | Đại học Công nghệ Malaysia               | Đài phát thanh truyền hình Malaysia                     |
| 11  | Mông Cổ    | Đại học Khoa học và Công nghệ Mông Cổ    | Đài phát thanh & truyền hình cộng đồng quốc gia Mông Cổ |
| 12  | Nepal      | Đại học Tribhuvan IOE                    | Tập đoàn truyền thông Nepal                             |
| 13  | Pakistan   | Trung tâm Nghiên cứu cao cấp về kỹ thuật | Đài phát thanh & truyền hình Pakistan                   |
| 14  | Nga        | Đại học Công nghệ bang Saratov           | Trung tâm phát thanh truyền hình Liên bang Nga          |
| 15  | Sri Lanka  | Đại học Peradeniya                       | Công ty TNHH mạng lưới truyền hình độc lập              |
| 16  | Thái Lan 1 | Đại học Dhurakijpundit                   | MCOT                                                    |
| 17  | Thái Lan 2 | Cao đẳng Công nghệ Kamphaengphet         | MCOT                                                    |
| 18  | Thổ Nhĩ Kỳ | Đại học Gazi                             | Tập đoàn phát thanh và truyền hình Thổ Nhĩ Kỳ           |
| 19  | Việt Nam   | Đại học Lạc Hồng                         | Đài truyền hình Việt Nam                                |

## Kết quả chia bảng
| Bảng A     | Bảng B     | Bảng C    | Bảng D     | Bảng E   | Bảng F     | Bảng G    |
| ---------- | ---------- | --------- | ---------- | -------- | ---------- | --------- |
| Việt Nam   | Trung Quốc | Hồng Kông | Thái Lan 2 | Nhật Bản | Thái Lan 1 | Indonesia |
| Fiji       | Lào        | Pakistan  | Malaysia   | Nepal    | Ai Cập     | Sri Lanka |
| Thổ Nhĩ Kỳ | Brunei     |           |            | Ấn Độ    | Nga        | Mông Cổ   |

## Vòng đấu bảng
|  | Đội tuyển đi tiếp vào vòng trong |

### Bảng A
| Đội tuyển  | số trận | thắng | thua | điểm | LK |
| ---------- | ------- | ----- | ---- | ---- | -- |
| Việt Nam   | 2       | 2     | 0    | 370  | 1  |
| Fiji       | 2       | 1     | 1    | 52   | 0  |
| Thổ Nhĩ Kỳ | 2       | 0     | 2    | 60   | 0  |

|  | v |  |
|  | - |  |
|  |   |  |

|  | v |  |
|  | - |  |
|  |   |  |

|  | v |  |
|  | - |  |
|  |   |  |

### Bảng B
| Đội tuyển  | số trận | thắng | thua | điểm | LK |
| ---------- | ------- | ----- | ---- | ---- | -- |
| Trung Quốc | 2       | 1     | 1    | 330  | 1  |
| Lào        | 2       | 2     | 0    | 100  | 0  |
| Brunei     | 2       | 0     | 2    | 58   | 0  |

|  | v |  |
|  | - |  |
|  |   |  |

|  | v |  |
|  | - |  |
|  |   |  |

|  | v |  |
|  | - |  |
|  |   |  |

### Bảng C
| Đội tuyển | số trận | thắng | thua | điểm | LK |
| --------- | ------- | ----- | ---- | ---- | -- |
| Hồng Kông | 2       | 2     | 0    | 272  | 0  |
| Pakistan  | 2       | 0     | 2    | 16   | 0  |

|  | v |  |
|  | - |  |
|  |   |  |

|  | v |  |
|  | - |  |
|  |   |  |

### Bảng D
| Đội tuyển  | số trận | thắng | thua | điểm | LK |
| ---------- | ------- | ----- | ---- | ---- | -- |
| Thái Lan 2 | 2       | 2     | 0    | 542  | 1  |
| Malaysia   | 2       | 0     | 2    | 88   | 0  |

|  | v |  |
|  | - |  |
|  |   |  |

|  | v |  |
|  | - |  |
|  |   |  |

### Bảng E
| Đội tuyển | số trận | thắng | thua | điểm | LK |
| --------- | ------- | ----- | ---- | ---- | -- |
| Nhật Bản  | 2       | 2     | 0    | 600  | 2  |
| Nepal     | 2       | 1     | 1    | 88   | 0  |
| Ấn Độ     | 2       | 0     | 2    | 36   | 0  |

|  | v |  |
|  | - |  |
|  |   |  |

|  | v |  |
|  | - |  |
|  |   |  |

|  | v |  |
|  | - |  |
|  |   |  |

### Bảng F
| Đội tuyển  | số trận | thắng | thua | điểm | LK |
| ---------- | ------- | ----- | ---- | ---- | -- |
| Thái Lan 1 | 2       | 2     | 0    | 300  | 2  |
| Ai Cập     | 2       | 1     | 1    | 60   | 0  |
| Nga        | 2       | 0     | 2    | 4    | 0  |

|  | v |  |
|  | - |  |
|  |   |  |

|  | v |  |
|  | - |  |
|  |   |  |

|  | v |  |
|  | - |  |
|  |   |  |

### Bảng G
| Đội tuyển | số trận | thắng | thua | điểm | LK |
| --------- | ------- | ----- | ---- | ---- | -- |
| Indonesia | 2       | 1     | 1    | 344  | 0  |
| Sri Lanka | 2       | 0     | 2    | 2    | 0  |
| Mông Cổ   | 2       | 2     | 0    | 262  | 0  |

|  | v |  |
|  | - |  |
|  |   |  |

|  | v |  |
|  | - |  |
|  |   |  |

|  | v |  |
|  | - |  |
|  |   |  |

## Vòng đấu loại trực tiếp
|  | Tứ kết     | Tứ kết     |            |            | Bán kết | Bán kết |  |  | Chung kết | Chung kết |
|  |            |            |            |            |         |         |  |  |           |           |
|  |            |            |            |            |         |         |  |  |           |           |
|  |            |            |            |            |         |         |  |  |           |           |
|  | Việt Nam   | LK (1'08s) |            |            |         |         |  |  |           |           |
|  | Việt Nam   | LK (1'08s) |            |            |         |         |  |  |           |           |
|  | Lào        | 70         |            |            |         |         |  |  |           |           |
|  | Lào        | 70         | Việt Nam   | 100        |         |         |  |  |           |           |
|  |            |            | Việt Nam   | 100        |         |         |  |  |           |           |
|  |            |            | Thái Lan 2 | LK (1'38s) |         |         |  |  |           |           |
|  | Hồng Kông  | 70         | Thái Lan 2 | LK (1'38s) |         |         |  |  |           |           |
|  | Hồng Kông  | 70         |            |            |         |         |  |  |           |           |
|  | Thái Lan 2 | LK (1'10s) |            |            |         |         |  |  |           |           |
|  | Thái Lan 2 | LK (1'10s) | Thái Lan 2 | 70         |         |         |  |  |           |           |
|  |            |            | Thái Lan 2 | 70         |         |         |  |  |           |           |
|  |            | Thái Lan 1 | LK (1'03s) |            |         |         |  |  |           |           |
|  | Nhật Bản   | Thái Lan 1 | LK (1'03s) | 100        |         |         |  |  |           |           |
|  | Nhật Bản   |            |            | 100        |         |         |  |  |           |           |
|  | Thái Lan 1 | LK (1'21s) |            |            |         |         |  |  |           |           |
|  | Thái Lan 1 | LK (1'21s) | Thái Lan 1 | LK (1'10s) |         |         |  |  |           |           |
|  |            |            | Thái Lan 1 | LK (1'10s) |         |         |  |  |           |           |
|  |            |            | Indonesia  | 22         |         |         |  |  |           |           |
|  | Mông Cổ    | 70         | Indonesia  | 22         |         |         |  |  |           |           |
|  | Mông Cổ    | 70         |            |            |         |         |  |  |           |           |
|  | Indonesia* | 70         |            |            |         |         |  |  |           |           |
|  | Indonesia* | 70         |            |            |         |         |  |  |           |           |
|  |            |            |            |            |         |         |  |  |           |           |

- Indonesia thắng do ghi điểm số cuối cùng nhanh hơn Mông Cổ.

## Kết quả
| Vô địch Robocon Bangkok 2011 Luk Jao Mae Khlong Prapa The Limited Đại học Dhurakijpundit - Thái Lan Lần thứ hai |